# Mochna stříbrná
Mochna stříbrná (Potentilla argentea) je žlutě kvetoucí, až 50 cm vysoká a mnohdy široce rozkošatěná bylina, jeden z nejvýše vyrůstajících druhů z bohatého rodu mochna.

## Výskyt
Převážně evropský druh který zasahuje také do Asie, tam roste od Střední Asie přes Kašmír až na střední Sibiř. Druhotně se rozšířil do Severní Ameriky a byl zavlečen až na Dálný východ a na Nový Zéland. V České republice se vyskytuje v teplejších regionech hojně, v chladnějších sporadicky. Nejčastěji roste na křovinatých, kamenitých, písčitých nebo suchých travnatých stanovištích, na lesních mýtinách, okolo cest a na místech porušených lidskou činností většinou tam, kde nehrozí konkurence jiných rostlin. Vyžaduje dostatek slunečního svitu.

## Popis
Rostlina je to vytrvalá, s robustním, kuželovitým, vícehlavým oddenkem z kterého vyrůstají vzpřímené nebo vystoupavé lodyhy do výše 15 až 50 cm. Z přízemní listové růžice vyrůstají lodyhy pevné, bělavě plstnaté, na osluněné straně často s červenavým nádechem a nahoře vidličnatě rozvětvené. Jsou ve spodní části porostlé listy s dlouhými řapíky které se postupně zkracují a v horní části jsou listy až téměř přisedlé. Dlanitě 5četné až 7četné listy, mnohdy téměř kožovité, jsou dlouhé do 6 cm a mají jemně chlupatý řapík který srůstá s kopinatými palisty. Na okrajích často ohrnuté zubaté lístky mají tvar vejčitý až kopinatý a jsou široké asi 1 cm a dlouhé až 3 cm, jejich svrchní strana je zelená až bělavá a jen roztroušeně chlupatá, spodní šedobílá až sněhobílá hustě plstnatá. Je to druh velice proměnlivý, je rozlišována řada morfotypů.
Pravidelné pětičetné květy mající v průměru 1 cm se skládají do laty s 10 až 50 květy. Jejich plstnaté květní stopky dlouhé asi 2 cm se po odkvětu začínají prodlužovat. Široce kopinaté vytrvalé kališní lístky měří 3 až 4 cm, stejně tolik jako čárkovitě kopinaté lístky kalíšku, obé jsou běloplstnaté. Koruna je vytvořena pěti volnými lístky žluté barvy okrouhle vejčitého tvaru s výkrojkem v přední části které bývají dlouhé 4 až 5 mm. V květním lůžku vyrůstá 10 až 30 tyčinek a taktéž mnoho pestíků se ztlustlou čnělkou nesoucí plochou bliznu. Navečer a před deštěm se květní stopky ohýbají, chrání květ před vlhkem.
Drobné souplodí obsahuje asi 30 drobných nažek, na jedné lodyze jich může být až 50. Nažky jsou dlouhé asi 0,8 mm a široké 0,7 mm, jsou lysé, lesklé a nahnědlé.

## Rozmnožování
Mochna stříbrná se v přírodě může množit generativně semeny nebo vegetativně vytvářením vedlejších lodyh na rozvětvené hlavě kořene. Nažky dozrávají od poloviny srpna a postupně vypadávají, část jich na rostlině zůstane i přes zimu.
Nažky jsou rozšiřovány hlavně větrem a pak i vodou (plavou jen několik málo minut) nebo v exkrementech býložravých zvířat i pracovní činnosti člověka. První semena mohou začít klíčit již koncem léta, poslední počátkem jara. Semena po vyklíčení vytvářejí nejdřív drobnou přízemní růžici. Prvé listy jsou okrouhlé, řapíkaté a dlouhé do 10 mm, další jsou postupně větší a členitější.

## Taxonomie
Mochna stříbrná patří mezi rostliny které se rozmnožují apomixicky, tj. semena vznikají aniž by nutně byla vajíčka oplodněná. Semena jsou tudíž geneticky identická s mateční rostlinou a jednotlivé, od sebe izolované populace si udržují stabilní vlastnosti kterými se v drobnostech odlišují od ostatních. Vzniká tak hodně variet jednoho druhu, které jsou někdy hodnoceny až na úrovni poddruhů, vznikají tzv. apomiktické mikrodruhy. Navíc, mochna stříbrná bývá často jedním z rodičovského druhu mnoha hybridů.